# Agastheeswaram
Agastheeswaram es una ciudad y nagar Panchayat situada en el distrito de Kanyakumari en el estado de Tamil Nadu (India). Su población es de 9717 habitantes (2011). Se encuentra a 14 km de Nagercoil y a 79 km de Tirunelveli. 

## Demografía
Según el censo de 2011 la población de Agastheeswaram era de 9717 habitantes, de los cuales 4809 eran hombres y 4908 eran mujeres. Agastheeswaram tiene una tasa media de alfabetización del 92,31%, superior a la media estatal del 80,09%: la alfabetización masculina es del 94,23%, y la alfabetización femenina del 90,44%.